# トーセンスターダム
トーセンスターダム (英:Tosen Stardom) は、日本の競走馬。馬名の意味は「冠名＋スターの座」。おもな勝ち鞍は2014年のきさらぎ賞、チャレンジカップ、2017年のトゥーラックハンデキャップ、エミレーツステークス。

## 経歴

### デビューまで
2012年7月9日のセレクトセールで島川隆哉によって2億5000万円（税抜）で落札された。

### 2歳（2013年）
10月20日の京都競馬場芝1800mの2歳新馬戦でデビュー。武豊を鞍上に1番人気に応えて勝利を飾った。2戦目の京都2歳ステークスは後方から差しきって2勝目を挙げた。

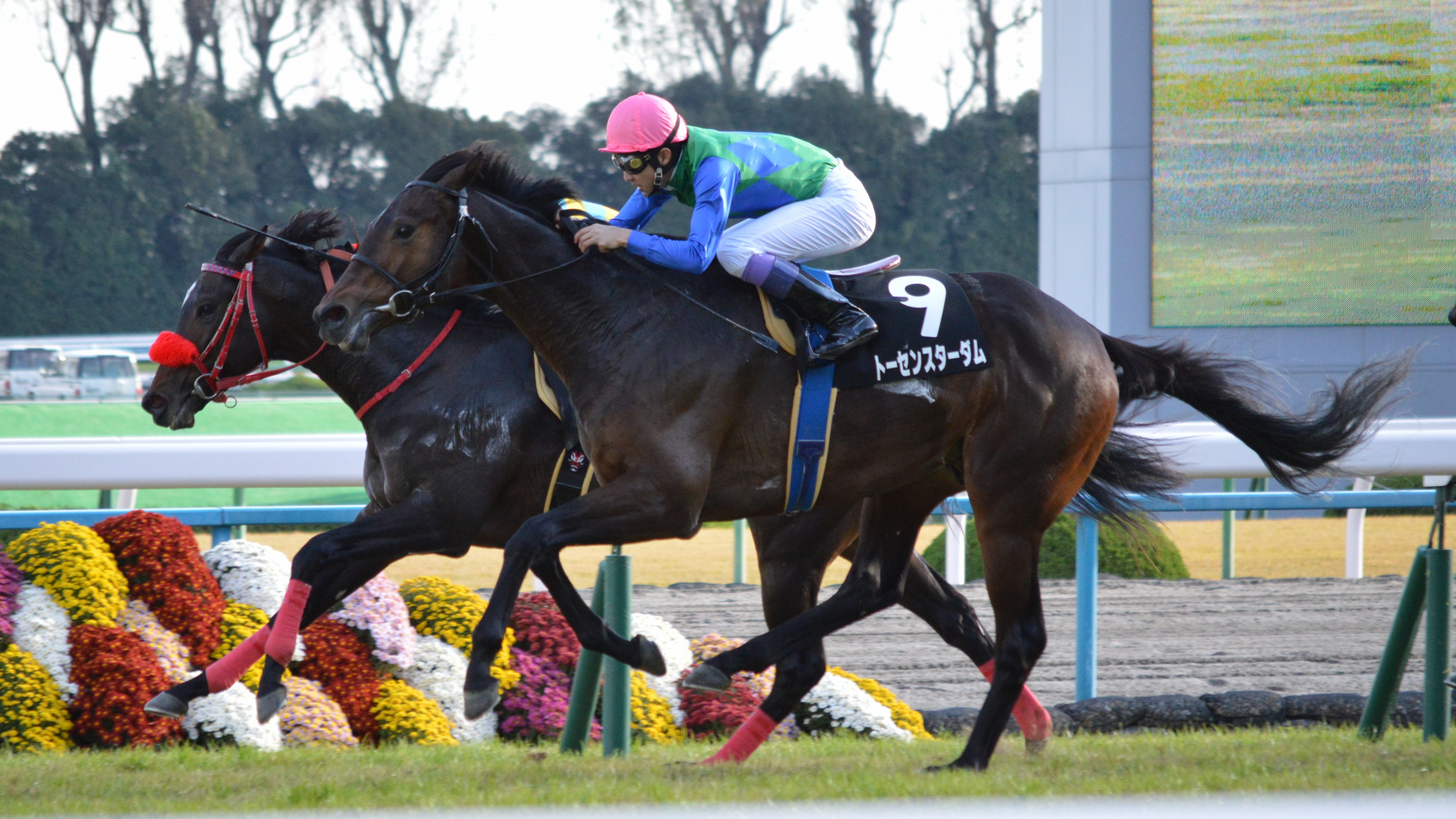
京都2歳ステークス

### 3歳（2014年）
2月9日のきさらぎ賞は2番人気に支持され、1番人気のバンドワゴンをゴール直前で差し切り、アタマ差で重賞初勝利を飾った。続く皐月賞は3番人気に支持されたが、直線伸びあぐね11着に終わると、続く日本ダービーでは、5番人気に支持されたが、直線で内ラチに当たり大きく減速。16着に敗れた。秋もクラシック路線を進んだが、神戸新聞杯7着、菊花賞8着と振るわなかった。続いて出走したチャレンジカップでは後方2番手から最後の直線で脚を伸ばし、前を行くデウスウルトとフルーキーをクビ差差し切って優勝、重賞2勝目を挙げた。

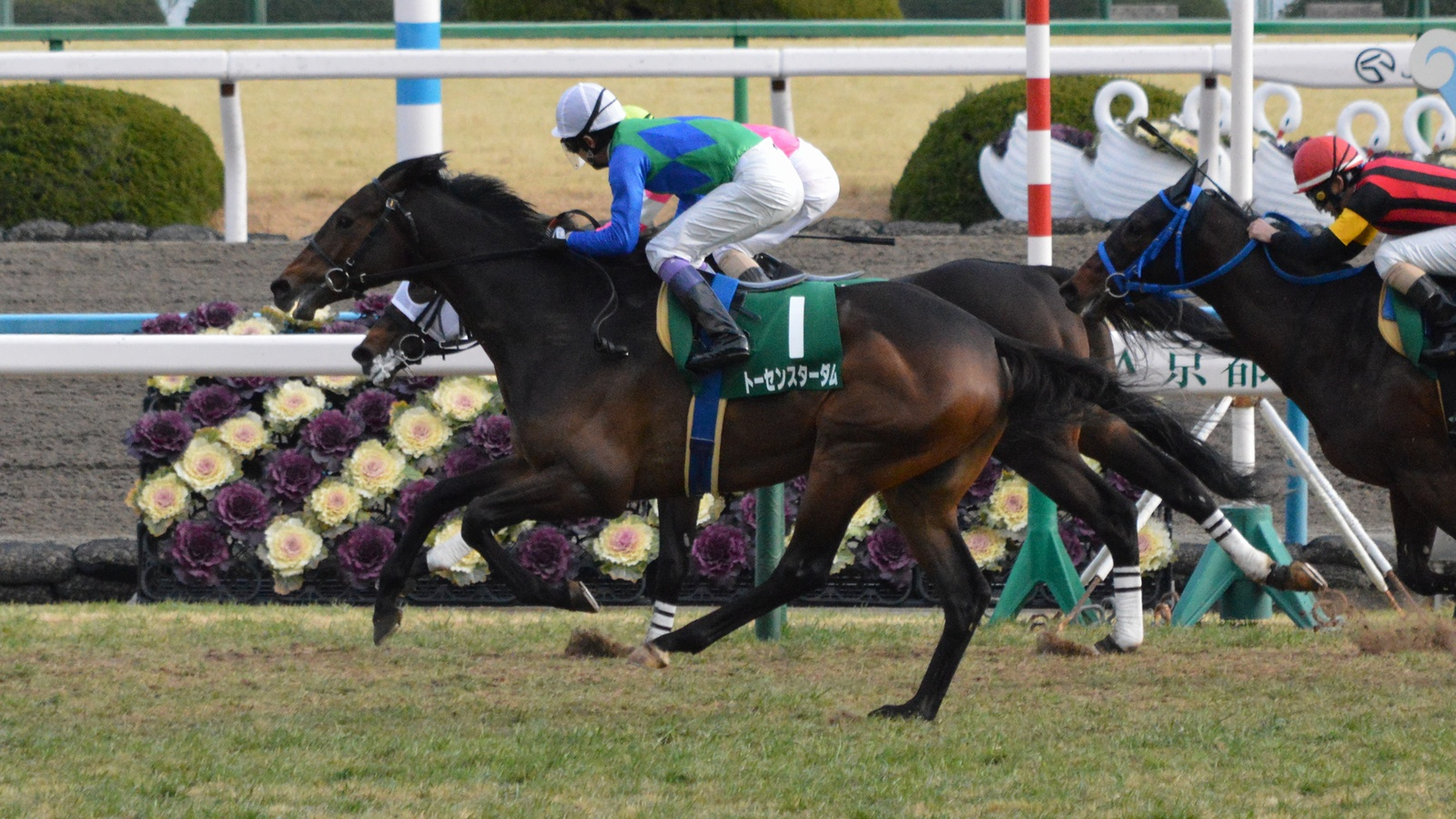
きさらぎ賞
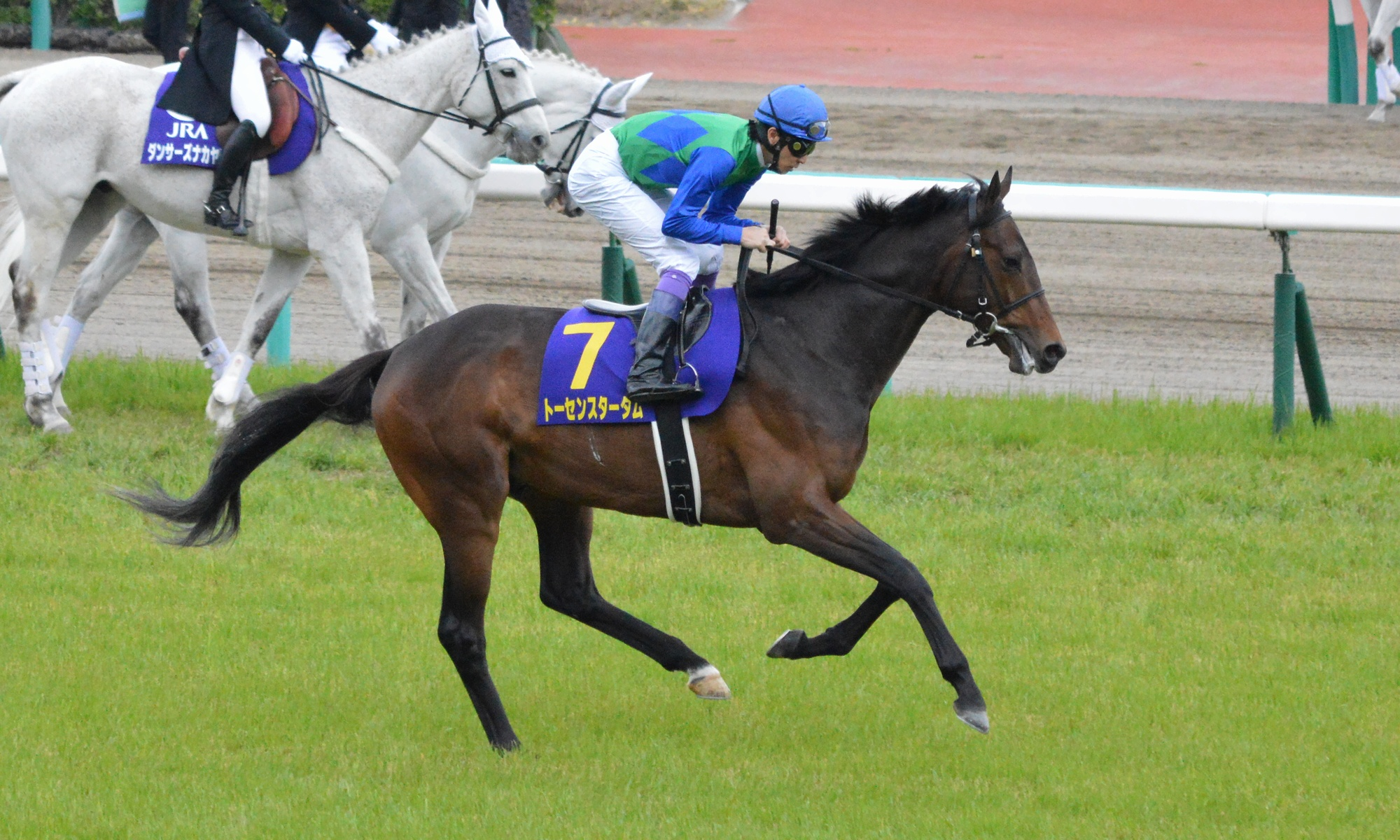
皐月賞

### 4歳（2015年）
オーストラリアに遠征し、初戦のランヴェットステークスは2着と好走する。続くクイーンエリザベスステークスは5着に敗れる。帰国後の2戦は惨敗するもカシオペアステークスでは1番人気に応え快勝。マイルチャンピオンシップは7着でこの年を終える。

### 5歳（2016年）
京都金杯10着、東京新聞杯9着と精彩を欠いた。その後2年連続でオーストラリアに遠征、クイーンエリザベスステークスに出走予定だったが調教中に発症した鼻出血のため、同競走への出走を断念した。当初4月6日に帰国予定だったが、前年の豪州遠征（2、5着）を高く評価したオーストラリアン・ブラッドストックがオーナー権利の半分を購入。4月9日付けでJRA競走馬登録を抹消し、そのままオーストラリアのダレン・ウィアー厩舎へ移籍した。休養を挟み、移籍後の初戦はGIIのダットタンチンナムSで4着であった。

### 6歳（2017年）
2戦目は2月25日、オーストラリア・コーフィールド競馬場で行われたGIのフューチュリティS（3歳上・芝1400m、9頭）でC.ウィリアムズ騎手騎乗、6番人気で出走した。道中は4～5番手を追走し、4コーナーでは先行グループを射程圏に捕らえ、直線ではいったん先頭に立つも、同厩舎のGI4勝馬ブラックハートバートに僅かハナ差交わされて2着となった。その後のGIIの2戦は2、5着と勝ち切れず、続いて迎えたのは9月2日、コーフィールド競馬場で行われたGIのメムジーS（3歳上・芝1400m、11頭）でB.シン騎手騎乗、5番人気で出走した。道中は4～5番手を追走し、直線では前が壁になる不利により追い出しが遅れ、終始先手を取っていたベガマジックをとらえられず、3着に終わった。続いてGIのサールパートクラークS（芝1400m、14頭）に出走したが6着に終わった。そして2週間後の10月14日、同じくコーフィールド競馬場で行われたGIのトゥーラックH（3歳上・芝1600m、18頭）にD.レーン騎手騎乗、6番人気で出走した。トップハンデ57.5kgで出走したトーセンスターダムは中団からレースを進め、4コーナーでは大外を回し、直線に入るとすぐに先頭に立ち、最後は2着のソヴリンネーションに1馬身差をつけ優勝。豪州移籍後7戦目で豪州初勝利を飾り、自身初のGI制覇となった。中2週を挟んで、フレミントンスプリングカーニバルの初日、ヴィクトリアダービー・デイに行われるGI、ケネディマイル（3歳上・芝1600m、14頭）に1番人気で出走したが8着に終わった。これまでは1600m以下の距離を使ってきたが、次走はフレミントンスプリングカーニバルの最終日に行われるGI、エミレーツS（3歳上・芝2000m、12頭）に連闘で出走。豪州移籍後初の中距離戦であったが2番人気に支持された。スタートで出遅れるも、道中は内側8、9番手を追走し、直線ではいったん前が詰まるも外に立て直し、ゴール前で一気に伸びて2着のハッピークラッパーに1馬身半差をつけて優勝し、GI2勝目をあげた。

### 7歳（2018年）
CFオーアステークスは11着と大敗。続くフューチュリティステークスはブレイブスマッシュの2着、ブレーミーステークスは5着と勝ちきれないレースが続いた。4月7日のドンカスターマイル15着を最後に現役を引退、オーストラリアのウッドサイドパークスタッドで種牡馬入りする。

## 種牡馬入り後
2019年～2020年シーズンからオーストラリアビクトリア州のウッドサイドパークスタッドで種牡馬入りした。
2020年に初年度産駒が誕生した。
2023年からはアイルランドのゼニススタリオンステーションでシャトル供用されることになった。

## 競走成績
| 競走日     | 競馬場           | 競走名                | 格   | 距離（馬場）  | 頭 数 | 枠 番 | 馬 番 | オッズ （人気） | 着順 | タイム （上り3F） | 着差 | 騎手           | 斤量 [kg] | 1着馬（2着馬）                  |
| ---------- | ---------------- | --------------------- | ---- | ------------- | ----- | ----- | ----- | --------------- | ---- | ----------------- | ---- | -------------- | --------- | ------------------------------- |
| 2013.10.20 | 京都             | 2歳新馬               |      | 芝1800m（重） | 08    | 4     | 4     | 001.60（1人）   | 01着 | 01:52.6（34.7）   | -0.0 | 武豊           | 55        | （リバーソウル）                |
| 0000.11.23 | 京都             | 京都2歳S              | OP   | 芝2000m（良） | 09    | 8     | 9     | 001.50（1人）   | 01着 | 02:00.8（33.6）   | -0.0 | 武豊           | 55        | （アグネスドリーム）            |
| 2014.02.09 | 京都             | きさらぎ賞            | GIII | 芝1800m（稍） | 09    | 1     | 1     | 002.50（2人）   | 01着 | 01:47.6（34.7）   | -0.0 | 武豊           | 56        | （バンドワゴン）                |
| 0000.04.20 | 中山             | 皐月賞                | GI   | 芝2000m（良） | 18    | 4     | 7     | 005.40（3人）   | 11着 | 02:00.3（35.5）   | 00.7 | 武豊           | 57        | イスラボニータ                  |
| 0000.06.01 | 東京             | 東京優駿              | GI   | 芝2400m（良） | 18    | 8     | 17    | 011.00（5人）   | 16着 | 02:28.1（37.9）   | 03.5 | 武豊           | 57        | ワンアンドオンリー              |
| 0000.09.28 | 阪神             | 神戸新聞杯            | GII  | 芝2400m（良） | 16    | 2     | 4     | 010.60（3人）   | 07着 | 02:25.3（35.5）   | 00.9 | 武豊           | 56        | ワンアンドオンリー              |
| 0000.10.26 | 京都             | 菊花賞                | GI   | 芝3000m（良） | 18    | 4     | 7     | 013.60（5人）   | 08着 | 03:02.1（35.1）   | 01.1 | 武豊           | 57        | トーホウジャッカル              |
| 0000.12.13 | 阪神             | チャレンジC           | GIII | 芝1800m（良） | 12    | 5     | 6     | 015.20（5人）   | 01着 | 01:45.9（34.6）   | -0.0 | 武豊           | 55        | （デウスウルト） （フルーキー） |
| 2015.03.21 | ローズヒル       | ランヴェットS         | GI   | 芝2000m（稍） | 7     | 1     | 5     | 004.40（2人）   | 02着 |                   |      | T.ベリー       | 58.5      | Contributer                     |
| 0000.04.11 | ロイヤル         | クイーンエリザベスS   | GI   | 芝2000m（重） | 12    | 11    | 11    | 009.00（4人）   | 05着 |                   |      | T.ベリー       | 58.5      | Criterion                       |
| 0000.06.28 | 阪神             | 宝塚記念              | GI   | 芝2200m（良） | 16    | 1     | 2     | 028.40（9人）   | 12着 | 02:15.2（35.5）   | -0.8 | 武豊           | 58        | ラブリーデイ                    |
| 0000.10.11 | 東京             | 毎日王冠              | GII  | 芝1800m（良） | 13    | 6     | 8     | 039.0（11人）   | 05着 | 01:46.0（33.4）   | -0.4 | 内田博幸       | 56        | エイシンヒカリ                  |
| 0000.11.01 | 京都             | カシオペアS           | OP   | 芝1800m（良） | 11    | 2     | 2     | 001.80（1人）   | 01着 | 01:45.7（33.9）   | -0.0 | A.シュタルケ   | 56        | (ダノンメジャー)                |
| 0000.11.22 | 京都             | マイルCS              | GI   | 芝1600m（良） | 18    | 7     | 14    | 027.90（9人）   | 07着 | 01:33.3（34.1）   | -0.5 | 武幸四郎       | 57        | モーリス                        |
| 2016.01.05 | 京都             | 京都金杯              | GIII | 芝1600m（良） | 17    | 8     | 16    | 003.80（1人）   | 10着 | 01:33.8（34.0）   | -0.8 | 武豊           | 57.5      | ウインプリメーラ                |
| 0000.02.07 | 東京             | 東京新聞杯            | GIII | 芝1600m（良） | 14    | 7     | 12    | 011.50（7人）   | 09着 | 01:34.6（32.8）   | -0.5 | F.ベリー       | 56        | スマートレイアー                |
| 0000.09.03 | ムーニーヴァレー | ダットタンチンナムS   | GII  | 芝1600m（良） | 14    | 5     | 1     | 007.50（4人）   | 04着 |                   |      | J.アレン       | 59        | Awesome Rock                    |
| 2017.02.25 | コーフィールド   | フューチュリティS     | GI   | 芝1400m（良） | 9     | 2     | 4     | 017.00（6人）   | 02着 |                   |      | C.ウィリアムズ | 59        | Black Heart Bart                |
| 0000.03.18 | フレミントン     | ブレイミーS           | GII  | 芝1600m（良） | 6     | 4     | 6     | 01.650（1人）   | 02着 |                   |      | B.アレン       | 55        | Palentino                       |
| 0000.08.19 | フレミントン     | PBローレンスS         | GII  | 芝1400m（稍） | 11    | 11    | 4     | 008.50（3人）   | 05着 |                   |      | B.アレン       | 59        | Hartnell                        |
| 0000.09.02 | コーフィールド   | メムジーS             | GI   | 芝1400m（良） | 11    | 3     | 3     | 015.00（5人）   | 03着 |                   |      | B.シン         | 59        | Vega Magic                      |
| 0000.10.01 | コーフィールド   | サールパートクラークS | GI   | 芝1400m（良） | 14    | 14    | 4     | 006.00（3人）   | 06着 |                   |      | B.シン         | 55.5      | Santa Anal Lane                 |
| 0000.10.14 | コーフィールド   | トゥーラックH         | GI   | 芝1600m（良） | 18    | 16    | 1     | 010.00（6人）   | 01着 | 01:35.86          |      | D.レーン       | 57.5      | （Sovereign Nation）            |
| 0000.11.04 | フレミントン     | ケネディマイル        | GI   | 芝1600m（良） | 14    | 9     | 1     | 004.80（1人）   | 08着 |                   |      | D.レーン       | 58        | Shillelagh                      |
| 0000.11.11 | フレミントン     | エミレーツS           | GI   | 芝2000m（良） | 12    | 4     | 4     | 006.50（2人）   | 01着 | 02:01.22          |      | D.レーン       | 59        | （Happy Clapper）               |
| 2018.02.10 | コーフィールド   | CFオーファS           | GI   | 芝1400m（良） | 13    |       | 13    | 004.00（1人）   | 11着 |                   |      | D.レーン       | 59        | Hartnell                        |
| 0000.02.24 | コーフィールド   | フューチュリティS     | GI   | 芝1400m（良） | 11    |       | 5     | 006.00（3人）   | 02着 |                   |      | B.アレン       | 59        | Brave Smash                     |
| 0000.03.17 | フレミントン     | ブレイミーS           | GII  | 芝1600m（良） | 5     |       | 4     | 002.40（1人）   | 05着 |                   |      | D.レーン       | 59        | Humidor                         |
| 0000.04.07 | ランドウィック   | ドンカスターマイル    | GI   | 芝1600m（良） | 16    |       | 8     | 026.00（8人）   | 15着 |                   |      | C.ウィリアムズ | 57.5      | Happy Clapper                   |

## 血統表
| トーセンスターダムの血統（*印は海外産の日本輸入馬） | トーセンスターダムの血統（*印は海外産の日本輸入馬）    | トーセンスターダムの血統（*印は海外産の日本輸入馬）    | （血統表の出典）                                       | （血統表の出典）  |
| 父系                                                | サンデーサイレンス系                                   | サンデーサイレンス系                                   | サンデーサイレンス系                                   |                   |
| 父 ディープインパクト 2002 鹿毛                     | 父の父*サンデーサイレンス Sunday Silence 1986 青鹿毛   | Halo                                                   | Hail to Reason                                         | Hail to Reason    |
| 父 ディープインパクト 2002 鹿毛                     | 父の父*サンデーサイレンス Sunday Silence 1986 青鹿毛   | Halo                                                   | Cosmah                                                 |                   |
| 父 ディープインパクト 2002 鹿毛                     | 父の父*サンデーサイレンス Sunday Silence 1986 青鹿毛   | Wishing Well                                           | Understanding                                          | Understanding     |
| 父 ディープインパクト 2002 鹿毛                     | 父の父*サンデーサイレンス Sunday Silence 1986 青鹿毛   | Wishing Well                                           | Mountain Flower                                        |                   |
| 父 ディープインパクト 2002 鹿毛                     | 父の母*ウインドインハーヘア Wind in Her Hair 1991 鹿毛 | Alzao                                                  | Lyphard                                                | Lyphard           |
| 父 ディープインパクト 2002 鹿毛                     | 父の母*ウインドインハーヘア Wind in Her Hair 1991 鹿毛 | Alzao                                                  | Lady Rebecca                                           |                   |
| 父 ディープインパクト 2002 鹿毛                     | 父の母*ウインドインハーヘア Wind in Her Hair 1991 鹿毛 | Burghclere                                             | Busted                                                 | Busted            |
| 父 ディープインパクト 2002 鹿毛                     | 父の母*ウインドインハーヘア Wind in Her Hair 1991 鹿毛 | Burghclere                                             | Highclere                                              |                   |
| 母 アドマイヤキラメキ 2002 栗毛                     | 母の父*エンドスウィープ End Sweep 1991 鹿毛            | *フォーティナイナー                                    | Mr. Prospector                                         | Mr. Prospector    |
| 母 アドマイヤキラメキ 2002 栗毛                     | 母の父*エンドスウィープ End Sweep 1991 鹿毛            | *フォーティナイナー                                    | File                                                   |                   |
| 母 アドマイヤキラメキ 2002 栗毛                     | 母の父*エンドスウィープ End Sweep 1991 鹿毛            | Broom Dance                                            | Dance Spell                                            | Dance Spell       |
| 母 アドマイヤキラメキ 2002 栗毛                     | 母の父*エンドスウィープ End Sweep 1991 鹿毛            | Broom Dance                                            | Witching Hour                                          |                   |
| 母 アドマイヤキラメキ 2002 栗毛                     | 母の母エヴリウィスパー 1997 栗毛                       | *ノーザンテースト                                      | Northern Dancer                                        | Northern Dancer   |
| 母 アドマイヤキラメキ 2002 栗毛                     | 母の母エヴリウィスパー 1997 栗毛                       | *ノーザンテースト                                      | Lady Victoria                                          |                   |
| 母 アドマイヤキラメキ 2002 栗毛                     | 母の母エヴリウィスパー 1997 栗毛                       | *クラフティワイフ                                      | Crafty Prospector                                      | Crafty Prospector |
| 母 アドマイヤキラメキ 2002 栗毛                     | 母の母エヴリウィスパー 1997 栗毛                       | *クラフティワイフ                                      | Wife Mistress                                          |                   |
| 母系(F-No.)                                         | クラフティワイフ系(FN:9-a)                             | クラフティワイフ系(FN:9-a)                             | クラフティワイフ系(FN:9-a)                             | [ § 2 ]           |
| 5代内の近親交配                                     | Northern Dancer 5×5×4=12.50%、Mr. Prospector 4×5=9.38% | Northern Dancer 5×5×4=12.50%、Mr. Prospector 4×5=9.38% | Northern Dancer 5×5×4=12.50%、Mr. Prospector 4×5=9.38% | [ § 3 ]           |
| 出典                                                | 1. 2. 3.                                               | 1. 2. 3.                                               | 1. 2. 3.                                               | 1. 2. 3.          |

- 全妹に2020年のオールカマーを制したセンテリュオがいる。
- 叔父に2011年の天皇賞（秋）を制したトーセンジョーダン（父：ジャングルポケット）、2012年の京都新聞杯を制したトーセンホマレボシ（父：ディープインパクト）がいる。
- 祖母の全兄弟（3代母クラフティワイフの産駒、本馬の大おじにあたる）にビッグショウリ（1995年の読売マイラーズカップ勝ち馬）、ビッグテースト（2003年の中山グランドジャンプ勝ち馬）がいる。
- 祖母の全姉ブリリアントベリーの産駒には出生順にレニングラード、カンパニー（天皇賞・秋、マイルチャンピオンシップ）、ヒストリカルといった重賞勝ち馬がいる。